# جويل توماس هاينز
جويل توماس هاينز (بالإنجليزية: Joel Thomas Hynes)‏ (1976 في كندا)؛ كاتب سيناريو، ممثل وروائي كندي.

## روابط خارجية
- جويل توماس هاينز على موقع IMDb (الإنجليزية)
- جويل توماس هاينز على موقع قاعدة بيانات الفيلم (الإنجليزية)
- جويل توماس هاينز على موقع ليتربوكسد (الإنجليزية)